# Pierre-Étienne Will
Pour les articles homonymes, voir Will.
Pierre-Étienne Will, né le 14 juillet 1944 à Glay, est un historien français de la Chine moderne et professeur honoraire au Collège de France.

## Biographie
Il est ancien élève de l'École normale supérieure (Ulm) (1963-1968), agrégé de grammaire (1967) et docteur de 3e cycle en études orientales à l'École des hautes études en sciences sociales, EHSS (1975), auteur d’une thèse sur la Bureaucratie et famine dans la Chine du XVIIIe siècle, dynastie des Ch’ing.
Il est professeur au Collège de France de 1991 à 2014, titulaire de la chaire d’histoire de la Chine moderne, et directeur d’études cumulant à l’École des hautes études en sciences sociales (1988-2014).
Il est membre du forum européen de la Chiang Ching-Kuo Foundation for International Scholary Exchange de Taïwan et du conseil scientifique de la Fondation franco-chinoise pour la science et ses applications.

## Publications

### Ouvrages
- Bureaucratie et famine en Chine au XVIIIe siècle, Paris-La Haye, Mouton/EHESS, 1980.  (ISBN 2713206944)  (ISBN 978-2713206948) — Édition révisée en anglais : Stanford, Stanford University Press, 1990 ; édition en coréen :  Seoul, Minum sa, 1995 ; édition chinoise : Nankin, Jiangsu renmin chubanshe, 2002
- Dir. (avec Bin R. Wong), Nourish the People : The State Civilian Granary System in China, 1650-1850, Ann Arbor, Center for Chinese Studies, University of Michigan, 1991.  (ISBN 089264091X)  (ISBN 978-0892640911)
- Dir.(avec Isabelle Ang) Nombres, astres, plantes et viscères : sept essais sur l'histoire des sciences et des techniques en Asie orientale, Paris, Collège de France, Institut des Hautes Études Chinoises, 1994   (ISBN 2857570511)  (ISBN 978-2857570516)
- Dir. (avec Mireille Delmas-Marty), La Chine et la démocratie, Paris, Fayard, 2007. (ISBN 2213631484)  (ISBN 978-2213631486) -Il existe aussi une version numérique -Table des matières  — Contributeurs: Fiorella Allio, Stéphanie Balme, Michel Bonnin, Jérôme Bourgon, Jean-Pierre Cabestan, Anne Cheng, Yves Chevrier, Leïla Choukroune, Mireille Delmas-Marty, LI Qnglan, Gunter Schubert, Sun Ping, Joël Thoraval, Pierre-Étienne Will, Xiaohong Xiao-Planes, Zhang Lun, Zhang Ning

### Articles
- "Un cycle hydraulique en Chine. La province du Hubei du XVIe au XIXe siècle", Bulletin de l'Ecole française d'Extrême-Orient, 68, 1980, 261-287. disponible  sur Persée
- « Du bord de l'eau à la forêt des lettrés. Deux romans chinois en français », dans Critique Nº411-412, Paris, Éditions de Minuit, 1981 (ISBN 2707308846), p. 161-194.
- "Le stockage public des grains en Chine à l'époque des Qing (1644-1911)", Annales. Histoire, Sciences sociales, 38, 1983, 259-278. disponible sur Persée
- « Bureaucratie officielle et bureaucratie réelle : sur quelques dilemmes de l'administration impériale à l'époque des Qing », dans Études chinoises, VIII/1, 1989, p. 69-142.
- « L'État, la sphère publique et la redistribution des subsistances à l'époque des Qing », dans Léon Vandermeersch  (dir.), La société civile face à l'État dans les traditions chinoise, japonaise, coréenne et vietnamienne, Paris, École Française d'Extrême-Orient, 2005 (ISBN 2855396026), p. 271-292.  — Actes du colloque américano-européen de Paris, 29-31 mai 1991
- "Chine moderne et sinologie" (leçon inaugurale au Collège de France, 3 avril 1992), Annales. Histoire, Sciences sociales, 49, 1994, 1-26.disponible sur Persée
- "Développement quantitatif et développement qualitatif en Chine à l'époque impériale", Annales. Histoire, Sciences sociales, 49, 1994, 863-902. disponible sur Persée